# Microtus brachycercus
Microtus brachycercus är en gnagare i släktet åkersorkar som beskrevs av Lehmann 1961. Arten förekommer i Kalabrien i Italien. Tidvis antogs att taxonet är en population eller underart till Microtus savii. Genetiska undersökningar visade att dessa två arters kromosomer har en avvikande form. Där båda arter delar utbredningsområde kan hybrider förekomma men hybrider av hankön är steril.
Vuxna exemplar når en kroppslängd (huvud och bål) av 87 till 98 mm, en svanslängd av 23 till 27 mm och en vikt av 14 till 24 g. De är så små åkersorkar. På ovansidan förekommer mörkbrun päls och undersidans päls har en grå färg. Arten har ett litet kranium. I motsats till honor av Microtus savii har artens honor utöver fyra spenar vid ljumsken ytterligare två spenar på bröstet.
Denna sork hittas i nästan alla landskap i utbredningsområdet. Den undviker höga bergstrakter, täta skogar samt särskild torra eller våta platser. Djuret är vanligt i kulturlandskap som jordbruksmark, ödemark, trädgårdar och samhällen.
Honor som registrerades i mars var dräktiga med två till fyra ungar.
För Microtus brachycercus är inga allvarliga hot kända. Den hittas i olika naturskyddsområden. IUCN listar arten som livskraftig (LC).